# Hôpital d'enfants de Saint-Denis
L'hôpital d'enfants de Saint-Denis est un hôpital pédiatrique de l'île de La Réunion, département d'outre-mer français dans le sud-ouest de l'océan Indien. Il est situé dans le quartier de La Source, sur le territoire de la commune de Saint-Denis, le chef-lieu.